# Prilozje
Prilozje je naselje v Občini Metlika.
Prilozje ima tudi ribnik Prilozje in športno letališče Prilozje.